# Matemàtiques a l'antic Egipte
Les  matemàtiques en l'Antic Egipte  van constituir la branca de la ciència que més es va desenvolupar, i podem estudiar a partir del papir Rhind, que anuncia pomposament:  Regles per estudiar la naturalesa i per comprendre tot el que existeix, tot misteri, tot secret .

## Mètodes
El punt de vista tradicional sobre l'Imperi Antic ens diu que els egipcis van dedicar l'aritmètica per a usos pràctics, amb molts problemes del tipus:  com un nombre de pans es poden dividir en parts iguals entre un nombre de persones . Els problemes dels papirs de Moscou i Rhind s'expressen en un context educatiu, i els traductors han trobat tres definicions abstractes del nombre i altres formes més complexes d'aritmètica. Les tres definicions abstractes són a la taula de fusta de Ajmin, el EMLR i el papir matemàtic de Rhind. Les formes més complexes de aritmètica inclouen l'ús de taules de fraccions, així com restes de la sostracció no additiva i de la divisió. Les restes són precedits per sèries binàries i seguits per un factor de posicionament en la taula de Ajmin, el PMR i altres textos.
Per a la addició i la multiplicació, van emprar el mètode de duplicar, i de dividir per dos, un nombre conegut per trobar la solució. Per a la sostracció i la divisió van emprar altres mètodes que encara no es coneixen en la seva totalitat. El «mètode de posició falsa» no ha utilitzat per a la divisió i els problemes simples del àlgebra.
En l'Imperi Antic, usaven un sistema numèric de base 10, en l'Imperi Nou, fraccions unitàries i taules de segons resultats, els escribes solucionar diversos problemes matemàtics molt complexos, 84 dels quals s'expliquen en el papir matemàtic de Rhind.

## Descripció
Al voltant del 2700 aC els egipcis van introduir el primer sistema de numeració completament desenvolupat de base 10. Encara que no era un sistema posicional, va permetre l'ús de grans nombres i també de fraccions en la forma de fraccions unitàries: fraccions del  Ull d'Horus , i diverses fraccions binàries.
En aquesta mateixa època, les tècniques egípcies de construcció incloure sistemes de topografia, marcant el nord per la situació del sol al migdia. Abans del 2000 aC, van començar a aparèixer referències clares que citaven aproximacions per π i arrels quadrades. Les relacions del nombre exacte, taules aritmètiques, els problemes de l'àlgebra i aplicacions pràctiques amb pesos i mesures també van començar a aparèixer al voltant del 2000 aC, amb diversos problemes solucionats per mètodes aritmètics abstractes.

## Nombres
A l'antic Egipte, van ser utilitzats dos tipus de numeració. Un, escrit en jeroglífic s, era un sistema decimal, amb signes diferents per a 10, 100, 1000, etc, que es va usar en el període Predinàstic. El segon, el sistema hieràtic, escrit amb un nou tipus de xifres que assimilava un número a un símbol,
es va diferenciar del sistema jeroglífic per simplificar els símbols per poder escriure més ràpid, i va començar al voltant 2150 aC
Una numeració jeroglífica tardana va ser modificada i adoptada al període romà per a les aplicacions oficials, i les fraccions egípcies en les situacions quotidianes.

### Números en jeroglífics
El sistema usat a l'antic Egipte era decimal, arrodonint sovint al nombre més alt, i escrit amb Jeroglífics.
Els següents jeroglífics van ser utilitzats per a designar les potències de deu:
| Z1 |

| Z1 |

| V20 |

| V20 |

| V1 |

| V1 |

| M12 |

| M12 |

| D50 |

| D50 |

| Ï8 |

| Ï8 |

| I7 |

| I7 |

| C11 |

| C11 |

Els múltiples d'aquests valors van ser expressats repetint el símbol tantes vegades com fos necessari. Per exemple, una pedra tallada de Karnak mostra el nombre 4622 com
| M12 | M12 | M12 | M12 |

| V1 | * | V1 | * | V1 | V1 | * | V1 | * | V1 |

| V20 | V20 | Z1 | Z1 |

| M12 | M12 | M12 | M12 |

| V1 | * | V1 | * | V1 | V1 | * | V1 | * | V1 |

| V20 | V20 | Z1 | Z1 |

Els jeroglífics egipcis podien ser escrits dins del text. En aquest exemple, s'escriuen d'esquerra a dreta i de dalt a baix.
A més d'aquest sistema de numeració, a l'antiga llengua egípcia podien escriure els números amb les paraules que els representaven, és a dir, podien escriure "trenta" en lloc de "30", encara que això no era freqüent per a la majoria dels números.
| Aa15 | D36 | D58 |

| Aa15 | D36 | D58 |

| V20 | V20 | V20 |

| V20 | V20 | V20 |

### Números en hieràtic
Per als números hieràtics utilitzar un símbol per a cada número, substituint les xifres que havien estat utilitzades per a designar múltiples de la unitat. Per exemple, utilitzaven dos símbols per escriure tres, trenta, tres-cents, etcètera, en un sistema que va reemplaçar a la manera jeroglífic.
Com la majoria de textos administratius i de comptabilitat va ser escrita en papir seu Ostraca s, i no gravats en pedra com els textos jeroglífics, utilitzen el sistema hieràtic d'escriptura, sempre els casos trobats de nombres escrits en hieràtic són posteriors a l'Imperi Antic. Els papirs d'Abusir són un recull particularment important de textos que utilitzen aquests números.
Boyer va demostrar fa 50 anys que aquesta escriptura utilitzava un sistema de numeració diferent, usant símbols individuals per als números 1 a 9, els múltiples de 10 entre 10 i 90, les centenes a partir del 100 al 900, i els milers a partir de 1000 a 9000. Un nombre gran com 9999 es podia escriure amb només quatre signes, combinant els signes per a 9000, 900, 90, i 9, oposades a 36 jeroglífics.
Dues papirs matemàtics famosos que fan servir l'escriptura hieràtica són el de Moscou i el de Rhind. Aquest últim conté exemples de com els egipcis van fer els seus càlculs matemàtics, i els números van ser designats posant una línia sobre la lletra associada al número que era escrit, com/A. Aquest mètode d'escriure nombres es va estendre pel Pròxim Orient, i els grecs, 1.500 anys més tard, l'usaven en dos dels seus alfabets, jònic i dòric, per a representar els seus números:/alfa = 1,/beta = 2 i així successivament. Respecte a les fraccions, els grecs van escriure 1/n com n ', pel que en la numeració i resolució de problemes dels grecs van adoptar o modificar la numeració egípcia, l'aritmètica i altres aspectes de la matemàtiques egípcia.

## Suma i resta
Per als signes més i menys, es feien servir els jeroglífics
| D54 |

| D54 |

| D55 |

| D55 |

Si els peus assenyalaven en la direcció de l'escriptura, significaven suma, sinó resta.
La sostracció s'hi descriu el rotllo de cuir EMLR (1800 aC), un document que inclou quatre mètodes de suma.

## Multiplicació
La multiplicació egípcia es feia per duplicacions del multiplicant, i és conegut com  duplicació i mediació , i es basa en la propietat distributiva de la multiplicació.
El mètode utilitzat només requereix saber sumar:
Si volem multiplicar  X  per  I , sent  X  major que  I 
- A la primera columna s'escriu la sèrie:  X , 2  X , 4  X  ... (Obtenint cada xifra duplicant la precedent)
- A la segona columna s'escriu la sèrie: 1, 2, 4, 8 ... (2n < I ) (obtenint cada xifra duplicant la precedent, fins a l'últim número que no superi la xifra  I )
- A la tercera columna es  marquen  les xifres, de la primera columna, que siguin iguals o majors que  X .
- El resultat és la suma de les xifres  marcades .

Com un tall per a números més grans, el multiplicant es pot multiplicar immediatament per 10, 100, etc.
Per exemple, el problema 69 en el papir d'Rhind (RMP) proporciona el resultat següent:
| V20 | * | V20 | * | V20 | * | V20 | V20 | * | V20 | * | V20 | * | V20 |

| V20 | * | V20 | * | V20 | * | V20 | V20 | * | V20 | * | V20 | * | V20 |

| Z1 |

| Z1 |

| V20 | * | V20 | * | V20 | V20 | * | V20 | * | V20 | V1 |

| V20 | * | V20 | * | V20 | V20 | * | V20 | * | V20 | V1 |

| Z1 | * | Z1 |

| Z1 | * | Z1 |

| V20 | V20 | V1 | * | V1 | V1 |

| V20 | V20 | V1 | * | V1 | V1 |

| Z1 | * | Z1 | * | Z1 | * | Z1 |

| Z1 | * | Z1 | * | Z1 | * | Z1 |

| V20 | * | V20 | * | V1 | * | V1 | * | V1 | V20 | * | V20 | * | V1 | * | V1 | * | V1 |

| V20 | * | V20 | * | V1 | * | V1 | * | V1 | V20 | * | V20 | * | V1 | * | V1 | * | V1 |

| Z1 | * | Z1 | * | Z1 | * | Z1 | Z1 | * | Z1 | * | Z1 | * | Z1 |

| Z1 | * | Z1 | * | Z1 | * | Z1 | Z1 | * | Z1 | * | Z1 | * | Z1 |

| V20 | V20 | V1 | M12 |

| V20 | V20 | V1 | M12 |

Nota: El signeindica les xifres intermèdies que s'han de sumar per obtenir el resultat final: es rebutja la primera línia (A =  X  = 80) i s'atura l'operació en B = 8, ja que la següent xifra (16) és més gran que  I  (14).
La matemàtica hieràtica de l'Imperi Mitjà va mantenir aquesta forma de multiplicació jeroglífica que era un sistema lent, però segur: l'escrigui en tenia prou saber duplicar les xifres per fer els seus càlculs, per això no necessitar crear taules de multiplicar, com després es va fer a Mesopotàmia.

## Divisió
La divisió s'efectuava pel procediment invers de la multiplicació: Es marquen els números de la columna  B  la suma és el dividend, i sumant els corresponents de la columna  A  es troba el quocient. Així:
| Z1 |

| Z1 |

| Z1 | * | Z1 | * | Z1 | * | Z1 | Z1 | * | Z1 | * | Z1 | * | Z1 |

| Z1 | * | Z1 | * | Z1 | * | Z1 | Z1 | * | Z1 | * | Z1 | * | Z1 |

| Z1 | * | Z1 |

| Z1 | * | Z1 |

| Z1 | * | Z1 | * | Z1 | Z1 | * | Z1 | * | Z1 | V20 |

| Z1 | * | Z1 | * | Z1 | Z1 | * | Z1 | * | Z1 | V20 |

| Z1 | * | Z1 | * | Z1 | * | Z1 |

| Z1 | * | Z1 | * | Z1 | * | Z1 |

| Z1 | * | Z1 | V20 | * | V20 | V20 |

| Z1 | * | Z1 | V20 | * | V20 | V20 |

| Z1 | * | Z1 | * | Z1 | * | Z1 | Z1 | * | Z1 | * | Z1 | * | Z1 |

| Z1 | * | Z1 | * | Z1 | * | Z1 | Z1 | * | Z1 | * | Z1 | * | Z1 |

| Z1 | * | Z1 | Z1 | * | Z1 | V20 | * | V20 | * | V20 | V20 | * | V20 | * | V20 |

| Z1 | * | Z1 | Z1 | * | Z1 | V20 | * | V20 | * | V20 | V20 | * | V20 | * | V20 |

| V20 | Z1 | * | Z1 | * | Z1 | Z1 | * | Z1 | * | Z1 |

| V20 | Z1 | * | Z1 | * | Z1 | Z1 | * | Z1 | * | Z1 |

| Z1 | * | Z1 | * | Z1 | * | Z1 |  | Z1 | * | Z1 | * | Z1 | * | Z1 | V20 | V20 | V1 |

| Z1 | * | Z1 | * | Z1 | * | Z1 |  | Z1 | * | Z1 | * | Z1 | * | Z1 | V20 | V20 | V1 |

| V20 | * | V20 | Z1 |

| V20 | * | V20 | Z1 |

Notes:
- Les columnes es detenen quan la columna  B  arriba al número anterior al dividend.
- El signeindica les xifres intermèdies que s'han de sumar per obtenir el resultat final, aquelles que en la columna  B  sumen 168: 128+32+8.

Quan el quocient no és exacte, cal introduir les fraccions.
Així, per dividir 169 entre 8 s'opera igual, però caldria afegir  1/8  doncs 21 = 16+4+1 +1 dividit per 8 . Solució 21+1/8
Per dividir 170 entre 8 s'opera igual, però caldria afegir  1/8+1/8 . Solució 21+1/8+1/8 etc.

## Fraccions

### Fraccions en textos matemàtics
Els nombres racionals es podien també expressar, però només com sumes de fraccions unitàries, és a dir sumes dels inversos dels nombres enters positius, a excepció de 2/3 i de 3/4. El jeroglífic que indicava una fracció era una boca, i significava la "part":
| D21 |

| D21 |
Les fraccions eren escrites amb el signe  r  sobre del número, en notació actual: 1 com numerador, i el nombre escrit sota com denominador. Així, 1/3 es representava com:
| D21 | Z1 | * | Z1 | * | Z1 |

| D21 | Z1 | * | Z1 | * | Z1 |
Hi havia símbols especials per al 1/2 i per dues fraccions, 2/3 (usat amb freqüència) i 3/4 (utilitzat una mica menys):
| A13 |

| A13 |

| D22 |

| D22 |

| D23 |

| D23 |
Si el denominador era massa gran, la "boca" era posada al principi del "denominador":
| D21 | V1 | * | V1 | * | V1 | V20 | * | V20 | V20 | * | Z1 |

| D21 | V1 | * | V1 | * | V1 | V20 | * | V20 | V20 | * | Z1 |

Fraccions per a mesures de capacitat

El Ull d'Horus Udyat : els primers nombres racionals.

Per a les mesures agràries de superfície i capacitat, conservar un sistema molt més antic, basat en les divisions per dos 1/2, fraccions representades en el Ull d'Horus (ull esquerre que li va ser arrencat per Seth).
Cada fracció es representava pel jeroglífic corresponent de l'ull:

|
| D11 |

|{\displaystyle ={\frac {1}{2}}}
|
|
| D12 |

|{\displaystyle ={\frac {1}{4}}}
|
|
| D13 |

|{\displaystyle ={\frac {1}{8}}}
|
|
| D14 |

|{\displaystyle ={\frac {1}{16}}}
|
|
| D15 |

|{\displaystyle ={\frac {1}{32}}}
|
|
| D16 |

|{\displaystyle ={\frac {1}{64}}}
|}
Per exemple:
| M34 |

| M34 |

| N33 | Z2ss |

| N33 | Z2ss |

| S38 |

| S38 |

| X7 | X1 |

| X7 | X1 |

| U9 |

| U9 |

| Z1 |

| Z1 |

| D12 |

| D12 |

| D13 |

| D13 |

| D15 |

| D15 |
Significa 1+1/4+1/8+1/32 (45/32 = 1'40625) heqat d'ordi.

### Fraccions agràries
Utilitzaven un tercer sistema de notació per mesurar els camps:
| D43 |

| D43 |

| Z9 |

| Z9 |

| G39 |

| G39 |
Per exemple:
| O34 | X1 | * | X1 |

| O34 | X1 | * | X1 |

| Z9 |

| Z9 |

| G39 |

| G39 |
Significa: 1/4+1/8 (3/8 = 0'375) de llaurada.

## Repartiments proporcionals
A causa del sistema econòmic i social, on tot treballador estava a càrrec del faraó o els temples, i en el qual en tot comerç o treball es operava per bescanvi, els egipcis van adquirir una gran mestria en el maneig de fraccions.
En escrigui corresponia dur a terme una gran comptabilitat material, tant el registre de la producció (subministrament de llavors, eines, matèries primeres i recollida de collites), com per al repartiment dels béns de consum (aliments, vestits,) entre els membres de les comunitats agrícoles o artesanes. Això explica la importància dels problemes de repartiment i de la fidelitat al sistema de fraccions.
Per exemple, en el problema n º 4 del Papir de Rhind: 

 Dividir 7 pans entre 10 homes . 

 Has de multiplicar 2/3+1/30 per 10. Resultat, 7. 
|                         | |  |  |  |
|                         | |  |  |  |
| 1                       | {\displaystyle {\frac {2}{3}}}+{\displaystyle {\frac {1}{30}}}                                                     |  |  |  |
| 2 ( * )                 | {\displaystyle 1\;} {\displaystyle {\frac {1}{3}}}+{\displaystyle {\frac {1}{15}}}                                 |  |  |  |
| 4                       | {\displaystyle 2\;} {\displaystyle {\frac {2}{3}}}+{\displaystyle {\frac {1}{10}}}+{\displaystyle {\frac {1}{30}}} |  |  |  |
| 8 ( * )                 | {\displaystyle 5\;} {\displaystyle {\frac {1}{2}}}+{\displaystyle {\frac {1}{10}}}                                 |  |  |  |
| Total: 7 pans; està bé. | |  |  |  |

## Noció de qualitat
És evident que als egipcis els interessava només l'aspecte pràctic de la ciència. Això explica per què, especialment en els càlculs de repartiment, els escribes tinguessin en compte, a més del nombre de parts, la qualitat de la mercaderia. Aquest concepte es deia  Pesués , que significa literalment  valor de cuina , i indica el nombre d'unitats que es pot obtenir d'una fanega: si l' Pesués  d'un pa és 12, vol dir que aquest pa té 1/12 de fanega, el  Pesués  d'una gerra de cervesa (un altre element fonamental en l'alimentació) significa el nombre de gerres obtingudes d'una fanega de gra. Com més baix sigui el número de  Pesués , més forta és la cervesa, o més gran o compacte el pa.
Aquest element de càlcul és fonamental per remunerar els serveis, per la qual intervé en nombrosos problemes.
Per exemple: 

« Tres 1/2 faneques de farina es transformen en 80 pans. Digues quanta farina té cada pa i quin és el seu Pesués.  »

« Si et diuen: Vet aquí 100 pans de força (Pesués) 10, que s'ha de canviar per pans de força (Pesués) 15. Quant donaràs a canvi?  »(Dona com resposta que 100 pans de 10 equivalen a 150 de 15).
Cal observar que el valor  Pesués  variava en proporcions apreciables, i que els escribes de vegades havien de lliurar líquids per sòlids o viceversa.